# دهه ۴۰۰ (پیش از میلاد)
دهه ۴۰۰ (پیش از میلاد) ۴۰مین دهه قبل از مبدا شروع تقویم میلادی است.